# Hyperreflexie
Als Hyperreflexie wird in der Neurologie sowohl eine allgemein gesteigerte Reflexbereitschaft als auch die Steigerung einzelner Reflexe bezeichnet. Eine Hyperreflexie kann als Normvariante auch bei Gesunden auftreten. Sie ist aber auch ein typisches Zeichen für eine Schädigung des oberen Motoneurons, wobei hier häufig weitere Anzeichen wie Schwäche, Spastiken, Klonus oder Babinski-Reflex auftreten. Die Hyperreflexie entspricht dem Grad 4 der NINDS-Skala der Muskeleigenreflexe.
Typische Krankheiten mit einer Hyperreflexie sind ein Schlaganfall im Bereich der Arteria cerebri media, Hirnblutungen oder ein Infarkt im Bereich der Capsula interna. Seltener tritt eine gesteigerte Reflexantwort auch bei Multipler Sklerose, Verletzungen des Rückenmarks oder des Hirnstamms, Raumforderungen in der Schädelkapsel (Hirntumoren, Abszesse), Serotinsyndrom, Strychninvergiftung oder Wundstarrkrampf auf.